# Théodore Kratéros
Théodore Kratéros est un général byzantin du IXe siècle, actif sous le règne de Théophile. C'est semble-t-il un eunuque qui se distingue en battant un prisonnier Arabe lors d'un duel. Il reçoit le titre de patrice et participe par la suite à l'expédition de Théophile en 838 devant combattre l'armée abbasside du calife Al-Mu'tasim. Selon Alexandre Vassiliev, il est alors stratège du thème des Bucellaires,. Après la défaite d'Anzen, il est envoyé à Ancyre mais la cité étant déserte, il reçoit l'ordre de défendre Amorium contre les Arabes. Toutefois, lors de la prise de la ville, il est fait prisonnier. Refusant de renier sa foi, il finit par être tué après quelques années d'emprionnement, aux côtés d'autres nobles byzantins de la ville connus sous le nom des « 42 Martyrs d'Amorium ».
Du fait de son statut d'eunuque, son appartenance à la framille des Krateroi a été remise en cause et il est possible que le nom de « Kratéros » lui ait été donné en référence à ses qualités physiques (Kratéros signifie en effet le « costaud »).